# Ellen G. White
Ellen Gould White, z domu Harmon (ur. 26 listopada 1827 w Gorham, zm. 16 lipca 1915 w Elmshaven) – amerykańska pisarka, która wraz z m.in. Josephem Batsem i Jamesem White'em współzałożyła Kościół Adwentystów Dnia Siódmego. Amerykańskie czasopismo „Smithsonian magazine” określiło Ellen White jako jedną ze „100 najbardziej znaczących Amerykanów”. Spod jej pióra wyszło więcej niż 100 książek, dziś dostępnych w ok. 200 językach. W Kościołach adwentystycznych, przypisywany jest jej dar proroczy. W swoich pismach poruszała ona tematy duchowości, wychowania, zdrowia, teologii, kreacjonizmu czy też ewangelizacji.
Przez adwentystyczną stronę whiteestate.org uznawana jest za najczęściej tłumaczoną kobiecą autorkę książek na świecie. Ewangelista Walter Martin uznał Ellen White jako: „Jedną z najbardziej istotnych i interesujących postaci w historii amerykańskiej religii”.

## Biografia Ellen White

### Wczesne lata
Ellen, z domu Harmon urodziła się 26 listopada 1827 roku w Maine w Stanach Zjednoczonych. Jej rodzice, Robert i Eunice Harmon byli z wyznania metodystami. W wieku 9 lat, została uderzona przez inne dziecko kamieniem w twarz, przez co miała duże problemy ze zdrowiem. Podczas spotkań Kościoła metodystów, nastąpił przełomowy moment w jej młodym życiu, podjęła ona w wieku 12 lat decyzję by oddać swoje życie Jezusowi.

### Ruch millerystów
W roku 1840, jej rodzina zaczęła angażować się w ruch millerystów. Ellen Harmon uczęszczała wtedy na wykłady prowadzone przez Williama Millera, które jak później opisywała, sprawiały, iż czuła się winna swych grzechów i pragnęła Bożego przebaczenia. Spotkania te przyczyniły się do tego iż wiele nocy ze łzami w oczach spędziła na modlitwach. 26 czerwca 1842 roku przyjęła chrzest, i wraz ze swą rodziną żyła nadzieją bliskiego przyjścia Jezusa. Zaangażowanie rodziny Harmon w ruch millerystów, spowodowało usunięcie ich z lokalnego Kościoła metodystów. Ellen wraz ze swoją rodziną przeżyła wielkie rozczarowanie, gdy tysiące ludzi oczekiwało powrotu Jezusa 22 października 1844 roku. Szczerze wierząca w bliskie przyjście Chrystusa, Ellen Harmon wraz z innymi millerystami którzy zostali w tym ruchu mimo nie pojawienia się zbawiciela, modliła się do Boga o wytłumaczenie ich rozczarowania.

### Lata późniejsze i jej służba w kościele

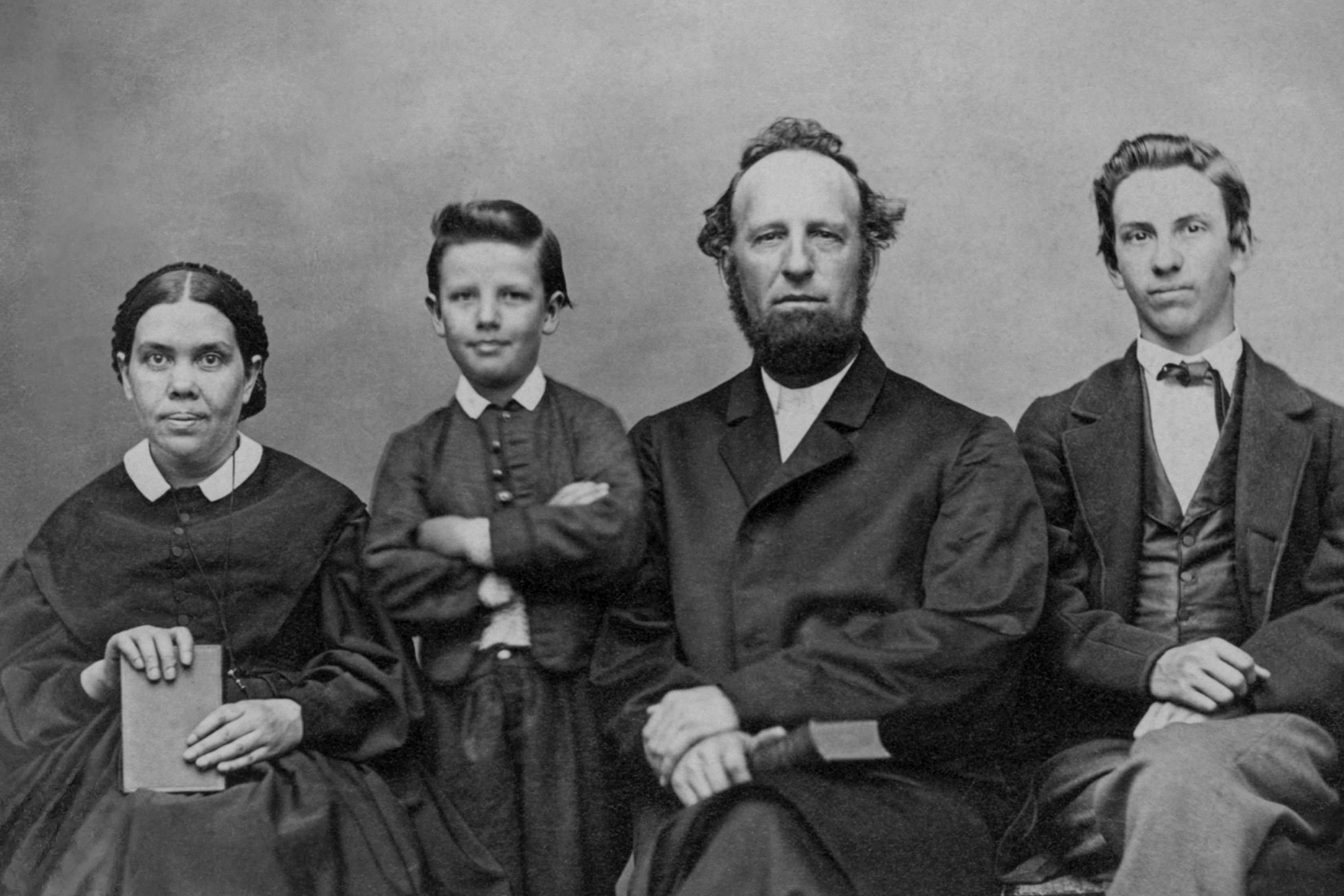
Ellen White wraz z mężem i synami (1865)

Ellen White w trakcie wygłaszania kazania

Chwilę po wielkim rozczarowaniu, Ellen Harmon poznała swojego przyszłego męża, Jamesa Springera White’a. W roku 1846 wzięli ślub, a Ellen przyjęła wtedy nazwisko White. Wraz z mężem miała czterech synów: Henry'ego, Edsona, Williama oraz Johna.
W trakcie jednej z grupowych modlitw w grudniu 1844 roku, w wieku 17 lat, Ellen Harmon dostała pierwszą ze swoich wizji. Od tamtego momentu, aż do końca swojego życia doświadczyła ok. 2000 wizji i snów, w tym ok. 200 publicznych. Wskazówki, świadectwa, rady i nagany dostarczane jej w wizjach przyjęte zostały przez Kościół Adwentystów Dnia Siódmego jako Boże poselstwa dla jego ludu, które pomóc mają w ogłoszeniu ostatniego ostrzeżenia dla świata, oraz w przygotowaniu ludzi do drugiego przyjścia Jezusa. W trakcie swojej służby, wśród poselstw przekazanych przez nią dla adwentystów znalazły się rady na temat m.in. duchowości, zdrowia, wychowania oraz edukacji. Spod pióra Ellen White wyszło 40 książek, ponad 5000 artykułów oraz 100 tysięcy stron jej rękopisów, które zebrane zostały w kolejne książki. Dziś istnieje ponad 100 dzieł jej autorstwa, dostępnych w ok. 200 językach. Znanymi książkami pisarki są „Droga do Chrystusa”, „Wielki bój” oraz „Pragnienie wieków”.
Według wielu źródeł, osoby które poznały Ellen White określały ją jako „przyjazną osobę”.
W ciągu swojego życia wiele podróżowała, po Stanach Zjednoczonych i świecie, gdzie często brała udział w spotkaniach adwentystów, oraz organizacji zborów, szkół, szpitali czy innych placówek podpiętych pod działalność tego Kościoła.

### Ostatnie lata życia
Po śmierci swojego męża w 1881 roku, kobieta poświęcała mniej czasu na podróże, i skupiła się na swoich finalnych pismach dla Kościoła. Ostatnie lata spędziła w swoim domu, w Elmshaven, gdzie 16 lipca 1915 roku umarła. Została pochowana wraz ze swoim mężem na cmentarzu w Oak Hill, w Battle Creek.

## Ellen White i jej wizje
Ellen White w ciągu swojego życia, doświadczyła ok. 2000 wizji oraz snów, z czego 200 miało miejsce w otoczeniu wielu świadków. Stan kobiety podczas tych wydarzeń, przez świadków opisywany był jako nadzwyczajne zjawisko. J.N. Loughborough który był świadkiem 50 wizji Ellen White, wraz z jej mężem stworzyli listę kilku fizycznych cech charakterystycznych które towarzyszyły jej w ich trakcie.
1. "W trakcie odchodzenia w wizje, trzykrotnie woła ona „Chwała!”"
2. "Na pewien moment, traciła ona wszelką siłę w ciele. Lecz chwilę potem stawała się ona pełna nadludzkiej siły. Często w trakcie wizji chodziła po pokoju z gracją, lecz w jakiejkolwiek pozycji nie ustawiłaby swojej dłoni bądź ręki, nikt nie był w stanie zmienić ich pozycji. Nawet znacznie silniejsze od niej osoby. W 1845, w trakcie jednej ze swoich wizji, kobieta przez pół godzimy trzymała w jednej ręce 9 kilogramową rodzinną Biblię, choć sama wtedy ważyła zaledwie 36 kilogramów."
3. "Ellen w trakcie żadnej ze swoich wizji nie oddychała, czy to w trakcie 15 minutowej wizji, czy 3 godzinnej. Choć jej puls był wciąż nieprzerwany, a mina pozostawała w swojej naturalnej i niewzruszonej formie."
4. "Jej oczy zawsze były otwarte bez mrugania, a jej głowa zwrócona ku górze z jakby wpatrzonym w daleki obiekt wzrokiem."
5. "Była nieświadoma tego co działo się wokół niej, i określała sama siebie jako wyciągnięta w inny świat otoczona niebiańskimi istotami."
6. "Po wyjściu z wizji, Ellen White, czuła jakby wokół było ciemno, bez względu na to czy było w pokoju naturalnie jasno czy nie."
Martha Amadona dodała: "Nigdy nie było podekscytowania podczas ludzi będących świadkami wizji. Nic nie powodowało u nich strachu, były to poważne i ciche sceny".
Swoją pierwszą wizję, Ellen White opisała tak:
"Podczas modlitwy w rodzinnym gronie, Duch Święty zstąpił na mnie i wydawało mi się, że wznoszę się coraz wyżej, daleko ponad ciemny świat. Obejrzałam się, aby popatrzeć na lud adwentowy na ziemi, jednak nie mogłam ich znaleźć. Wtedy czyjś głos powiedział do mnie: „Spójrz ponownie; spójrz nieco wyżej.” Na to podniosłam swój wzrok i ujrzałam prostą, wąską ścieżkę, która pięła się wysoko ponad światem. Po niej pielgrzymowali adwentyści do świętego miasta, które znajdowało się na końcu drogi. Za nimi, na początku drogi, było jasne światło; jak mi powiedział anioł, był to „krzyk o północy”. Światło to oświecało całą ścieżkę i było jasnością dla ich stóp, aby się nie potykali. Tak długo, dopóki oczy ich były zwrócone na Jezusa będącego przed nimi i prowadzącego ich do miasta, byli bezpieczni(...)" (Doświadczenia i Widzenia oraz Dary Ducha 14.1)

## Stosunek KADS do objawień Ellen White

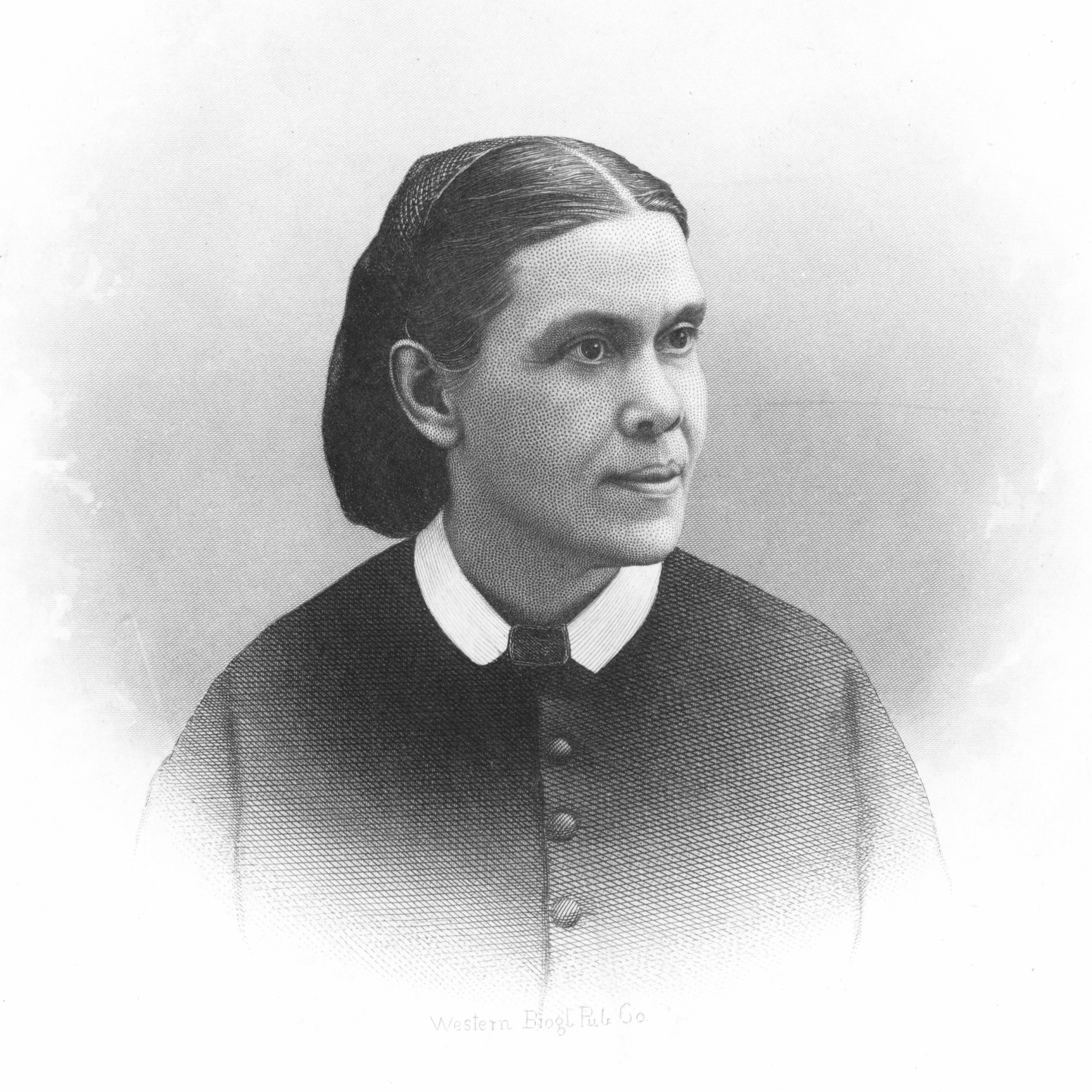
Ellen G. White (1878)

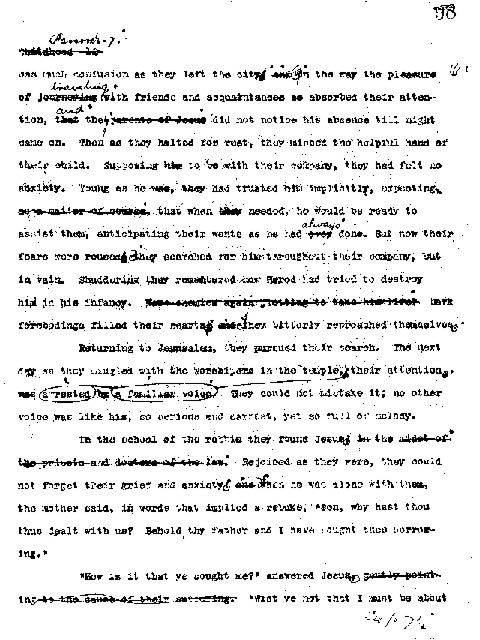
Oryginalny maszynopis Życia Jezusa (strony 80-81)

Osiemnasta zasada wiary Kościoła Adwentystów Dnia Siódmego naucza:
Pismo Święte świadczy, że jednym z darów Ducha Świętego jest prorokowanie. Dar ten, będący znakiem wyróżniającym Kościół ostatków, objawił się — jak wierzymy — w posłannictwie Ellen G. White. Jej pisma przemawiają z proroczym autorytetem i dostarczają Kościołowi pociechy, wskazówek, pouczeń oraz korygują jego kroki. Zaświadczają one także wyraźnie, iż to Biblia stanowi kryterium, według którego należy oceniać wszelkie nauki i doświadczenia religijne.
Księga Joela 3,1-2; Dzieje Apostolskie 2,14-21; List do Hebrajczyków 1,1-3; Objawienie św. Jana 12,17; 19,10.
Pisma Ellen G. White są traktowane przez Kościół Adwentystów Dnia Siódmego jako pomocnicze w stosunku do Pisma Świętego, jedynej reguły wiary, według której winny być oceniane wszystkie nauki i doświadczenia. Mimo tego spotykają się oni często z zarzutami, iż stawiają jej pisma wyżej niż Biblię. Według oświadczeń samej Ellen G. White „jedynie Biblia jest probierzem wszelkiej nauki i doświadczeń – Duch proroctwa nie został dany w tym celu, by zastąpić Biblię; Pismo Święte bowiem stwierdza wyraźnie, że Słowo Boże jest tym wzorcem, według którego sprawdzać należy wszelkie nauki”.

## Poglądy

### Trójca
Trzy osoby Trójcy nazywała mocami współdziałającymi i współpracującymi. „W imieniu tych trzech wielkich Potęg — Ojca, Syna i Ducha Świętego — ci, którzy przyjmują Chrystusa w żywej wierze, dostępują chrztu”. Obowiązkiem wierzącego jest współpraca z Ojcem, Synem i Duchem Świętym. Moce te czynią z nas współpracowników Boga.
Jezus, Chrystus Pan jest obrazem Jego wielkości Boga i Jego majestatu, odbiciem Jego chwały. Kto nie przyjmuje boskości Chrystusa, „nie może właściwie pojąć charakteru i misji Chrystusa, ani wielkiego Bożego planu zbawienia ludzkości”.
Duch Święty jest „Pocieszycielem, którego Chrystus obiecał posłać po Swym wstąpieniu do nieba, jest Duch w całej pełni Bóstwa manifestujący moc łaski Bożej wszystkim, którzy przyjmują Chrystusa i wierzą w Niego jako w swego osobistego Zbawiciela”. Duch Święty jest osobą, bo poświadcza, że jesteśmy dziećmi Bożymi. Gdyby nie był Osobą Boską nie wyjawiałby tajemnic Bożych. „O rzeczach Bożych żaden człowiek nic nie wie, ale tylko Duch Boży”. Działalność Szatana może być zahamowana tylko przez trzecią osobę Trójcy — Ducha Świętego.

### Relacje Jezusa z Bogiem Ojcem
„Chrystus, Słowo, jednorodzony Syn Boży, był jedno z wiecznym Ojcem – jedno w naturze, charakterze, celu – jedyną istotą, która miała przystęp do wszystkich zamierzeń i planów Bożych. „I nazwą go: Cudowny Doradca, Bóg Mocny, Ojciec Odwieczny, Książę Pokoju” (Iz. 9,6). „Wyjścia jego są z dawna, ode dni wiecznych” (Mich. 5,2 BG).” (Patriarchowie i Prorocy ChIW str.20).
„Żydzi nigdy wcześniej nie słyszeli tak przekonywujących słów z ludzkich ust, i wydawało się, że Boskość przebłyskiwała przez ludzkość gdy Jezus mówił: ‘Ja i Ojciec jedno jesteśmy.’ Słowa Jezusa miały głębokie znaczenie, gdy wysunął roszczenie, że On i Ojciec są jednej substancji oraz posiadają te same atrybuty”.
„Zanim powstało zło, w całym wszechświecie panowały pokój i szczęście. Przyroda pozostawała w zgodzie z wolą Stwórcy. Miłość do Boga górowała nad wszystkim, a wzajemna miłość Jego stworzeń była doskonała. Chrystus — Słowo, Jednorodzony Syn Boży, tworzył jedność z Wiecznym Ojcem — jedność pod względem natury, charakteru oraz celu, był jedyną istotą we wszechświecie, która znała wszelkie myśli i zamiary Stwórcy”.
Zawsze z Wiecznym Bogiem. – „Mówiąc o Jego praegzystencji, Chrystus kieruje umysł wstecz do niepamiętnych czasów. On zapewnia nas, że nigdy nie było takiego czasu, w którym nie byłby w ścisłej łączności z wiecznym Bogiem. Ten, którego Żydzi słyszeli głos, był jedno z Bogiem”.
„Od wieczności Chrystus był zjednoczony z Ojcem, a gdy przyjął na siebie ludzką naturę, On nadal był z Bogiem”.

### Wegetarianizm
„To dla dobra członków ostatniego Kościoła Pan radzi im porzucić pokarmy mięsne, herbatę, kawę i inne szkodliwe produkty. Jest pod dostatkiem innych rzeczy z których możemy korzystać, a które są zdrowe i dobre”.
„Dieta mięsna dąży do rozwinięcia zwierzęcości w człowieku. Rozwój zwierzęcości osłabia duchowość, czyniąc umysł niezdolnym do zrozumienia prawdy...”.
„Światło, jakie mi zostało dane, wskazuje, że w niedługim czasie, będziemy musieli porzucić jedzenie wszelkich pokarmów zwierzęcych. Nawet mleko trzeba będzie porzucić...”.
„Otrzymałam pouczenie, że spożywanie mięsa prowadzi do zezwierzęcenia natury i pozbawienia mężczyzn i kobiet miłości i przyjaźni, jaką powinni mieć do siebie nawzajem (...) potrawy mięsne nie są właściwym pokarmem dla ludu Bożego...”.

### Masturbacja
Ellen White nie używała terminu „masturbacja”, mówiła natomiast o „samogwałcie”, „samotnej niemoralności”, „pobłażaniu samemu sobie”, „sekretnej niemoralności”, „moralnej polucji”, itd. Jej pierwsza wzmianka na ten temat ukazała się w 64-stronicowej broszurce, An Appeal to Mothers, w kwietniu 1864 r., dziewięć miesięcy po jej obszernym widzeniu na temat zdrowia. Głównie poświęcone masturbacji strony 5-34 wyszły spod jej pióra; reszta to cytaty od autorytetów medycznych". Jej poglądy w tej sprawie nie odbiegały zbytnio od poglądów naukowych autorytetów tej epoki.

### Powiązania eschatologii z astronomią
„A niebo ustąpiło jako księgi zwinięte; wtedy mogliśmy wejrzeć w otwartą przestrzeń w Orionie skąd wychodził głos Boga. Święte miasto zstąpi przez tę otwartą przestrzeń”.

## Stanowiska względem jej osoby
Ewangelista Walter Martin, z „Christian Research Institute”, „odrzucił możliwość tego by Ellen White była prorokiem” lecz uważał, że była ona „szczerą chrześcijanką”.
Dr Clive McCay, znany żywieniowiec, który żył pół wieku po Ellen White, powiedział, że nie należy lekceważyć tego, co ona napisała. Dr McCay, unitarianin, wykładał na temat spraw żywienia na Uniwersytecie Cornell i otrzymał egzemplarz "Counsel on Diet and Foods" od absolwentki tegoż uniwersytetu. Był wielce zadziwiony tym, co przeczytał w tej książce, szczególnie, gdy każde stwierdzenie zawierało datę publikacji. Dr McCay wiedział dokładnie, co było napisane przez wielu na temat żywienia, dlatego zapytał:, “Kto to jest Ellen White i dlaczego przedtem o niej nie słyszałem?".
Vincent L. Ramik, znany i szanowany specjalista od praw autorskich, prawnik z Waszyngtonu D.C, który z wyznania był katolikiem podczas badania pism Ellen White powiedział: „Osobiście zostałem poruszony, głęboko poruszony, przez te pisma. Dokonały one we mnie zmiany i uważam, że dziś jestem lepszym człowiekiem. Chciałbym, aby krytycy mogli odkryć to samo!”.

## Krytyka

### Interpretacja Biblii
Powszechnie zarzuca się Ellen White poprawianie Biblii i jej nadinterpretację. Jej zdaniem Judasza wybrał na apostoła nie Jezus, lecz uczniowie. Plan zbawienia powstał po upadku, kuszenie Ewy przedstawiła w sposób niezgodny z Biblią, ludy sprzed potopu spółkowały ze zwierzętami, Jezus Chrystus nie był prawdziwym Bogiem; odkupienie grzechu dokonało się nie na krzyżu, rozpoczęło się dopiero w roku 1844. Krew Chrystusa miała uwalniać od potępienia, ale nie od „grzechu samego w sobie”. Ostateczną karę za każdy grzech poniesie nie Chrystus, lecz szatan. Apologeci przytaczają w obronie jej wypowiedź, iż kto nie przyjmuje boskości Chrystusa, „nie może właściwie pojąć charakteru i misji Chrystusa, ani wielkiego Bożego planu zbawienia ludzkości”.
Kontrowersyjnym zdaniem jest: „Bóg nie może przyjąć do Nieba niewolników” (Early Writings, s. 276). „Szabat, o którym mowa w czwartym przykazaniu to właśnie pieczęć Boga żywego” (Great Controversy, s. 640). Zdaniem White, Herod, który brał udział w procesie Jezusa był tym samym Herodem, który skazał na śmierć Jakuba (Spiritual Gifts, t. 1, s. 71.). Zarzuca się jej, że chrześcijański dogmat Trójcy Świętej sprowadzała w swych pismach do tryteizmu.

### Zarzuty plagiatu
W latach 70. i na początku lat 80. XX wieku debatowano nad plagiatorskim charakterem twórczości Ellen White. Liczni krytycy zarzucali Ellen White uprawianie plagiatu na wielką skalę. Ułożono długą listę dzieł, z których korzystała. Jednym z krytyków był Walter T. Rea, były adwentysta, który w swej książce The White Lie wskazuje, że jej objawienia nie są „oryginalne” i zostały zapożyczone od innych. Ronald Numbers argumentuje, że jej rozumienie zdrowego odżywiania nie pochodzi z Bożego objawienia, lecz zostało zapożyczone od innych autorów.
Plagiaryzm współzałożycielce adwentyzmu zarzucają także: Desmond Ford, Walter Martin, Dale Ratzlaff, Sydney Cleveland, D.M. Canright.
Adwentyści twierdzą, że Ellen White używała pism innych ludzi zgodnie z praktyką jej czasów. Pisma innych autorów pomagały jej przekazywać lepiej i efektywniej otrzymane od Boga poselstwa. Vincent L. Ramik, prawnik z Waszyngtonu wynajęty przez adwentystów dla zbadania plagiatu, stwierdził: „Ellen White używała pism innych ludzi, jednak przez sposób ich używania uczyniła je unikalnie własnymi, etycznie jak i prawnie”.